# Registrador de datos de accidentes

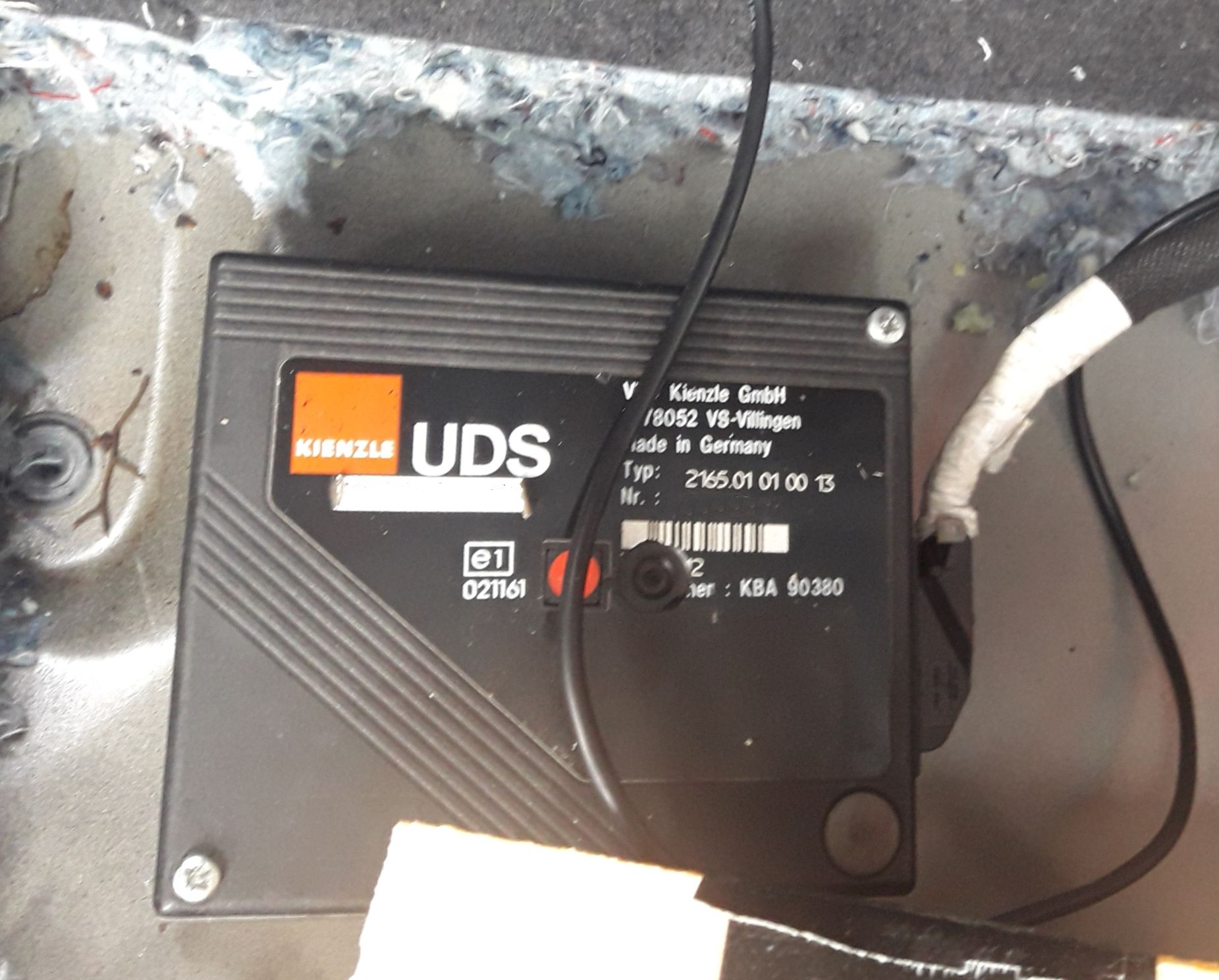
Registrador de datos de accidentes UDS 2165 (VDO Kienzle Versión 1.3) - Situación de instalación durante la prueba de choque

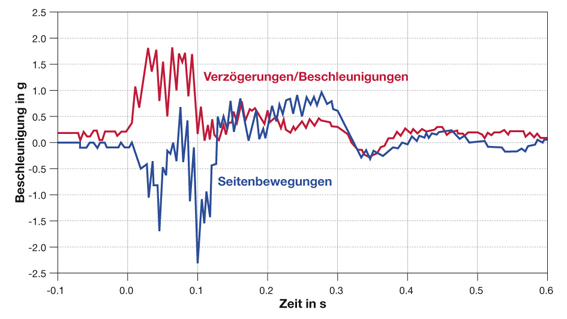
Ejemplo de una curva de datos de un grabador de choque que se registra en un accidente de tráfico.

El registrador de datos de accidentes (en alemán Unfalldatenspeicher, abrev.: UDS, también Unfall(daten)schreiber, en Suiza también Restwegaufzeichnungsgerät (abrev.: RAG), mutatis mutandis dispositivo de grabación de distancia restante) es un dispositivo electrónico independiente que registra datos relevantes antes, durante y después de un accidente de tráfico y, por lo tanto, se asemeja a un registrador de vuelo.
Se puede instalar en vehículos automotores (automóviles, camiones, autobuses y vehículos especiales) de forma voluntaria a fin de obtener información más precisa sobre los eventos en un accidente. En algunos países existen regulaciones para la instalación obligatoria en diferentes vehículos. El UDS registra constantemente diversos datos del vehículo (como la velocidad, la dirección de viaje, la aceleración longitudinal y transversal del vehículo, el estado de las luces, los intermitentes y el frenado, etc.) y los registra durante un tiempo antes de que se borren automáticamente.
En el caso de un accidente (esto es detectado por una fuerte aceleración del vehículo como resultado de un impulso) ciertos períodos de tiempo (generalmente en el rango de dos dígitos de los segundos) permanecen almacenados permanentemente antes y después de un evento. Esto hace que sea mucho más fácil reconstruir los eventos después de un accidente, de modo que, si es necesario, se puede aclarar la cuestión de la culpa.
Muchos vehículos de las autoridades (como la policía o la ambulancia) están equipados con él, ya que a menudo surgen en disputas durante el uso de luces intermitentes o disputas sobre el cumplimiento de las regulaciones. Un efecto secundario de los vehículos equipados con UDS es que los conductores se comportan con más cuidado en la carretera. Según una encuesta de la Comisión de Transporte de la UE, los usuarios de UDS experimentaron una disminución del 20 al 30 por ciento en los accidentes de tráfico.
El registrador de datos de accidentes a menudo es utilizado por expertos o instituciones en pruebas de choque como un dispositivo de medición.

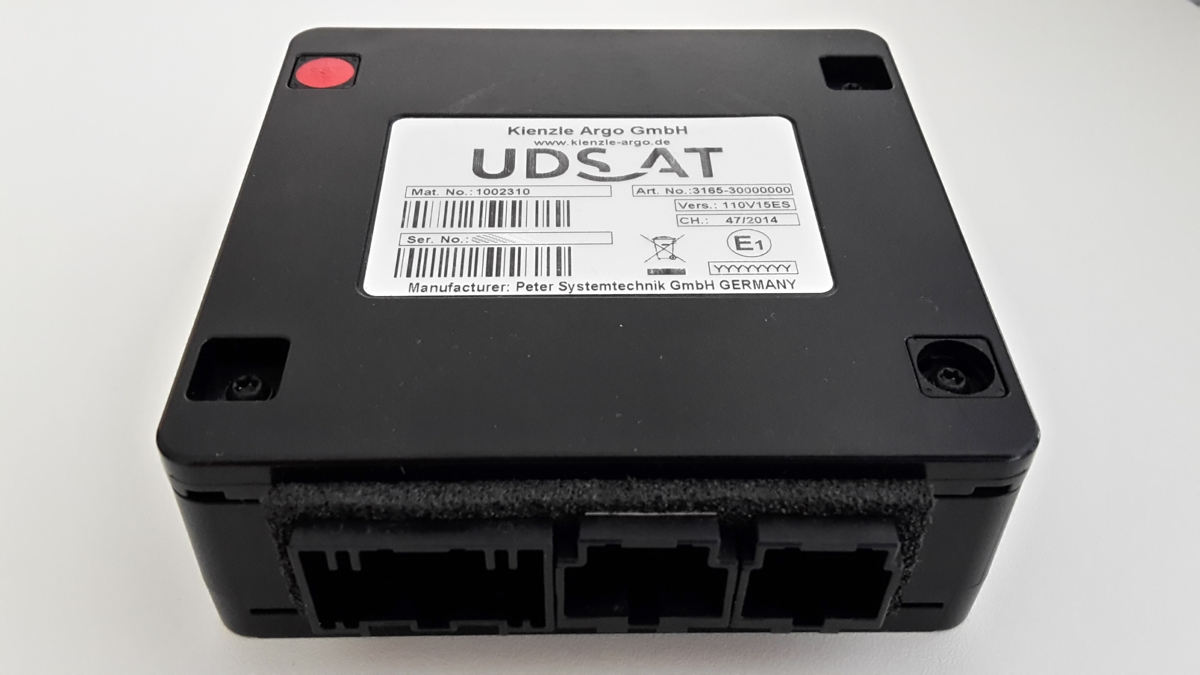
Registrador de datos de accidentes UDS-AT de tercera generación

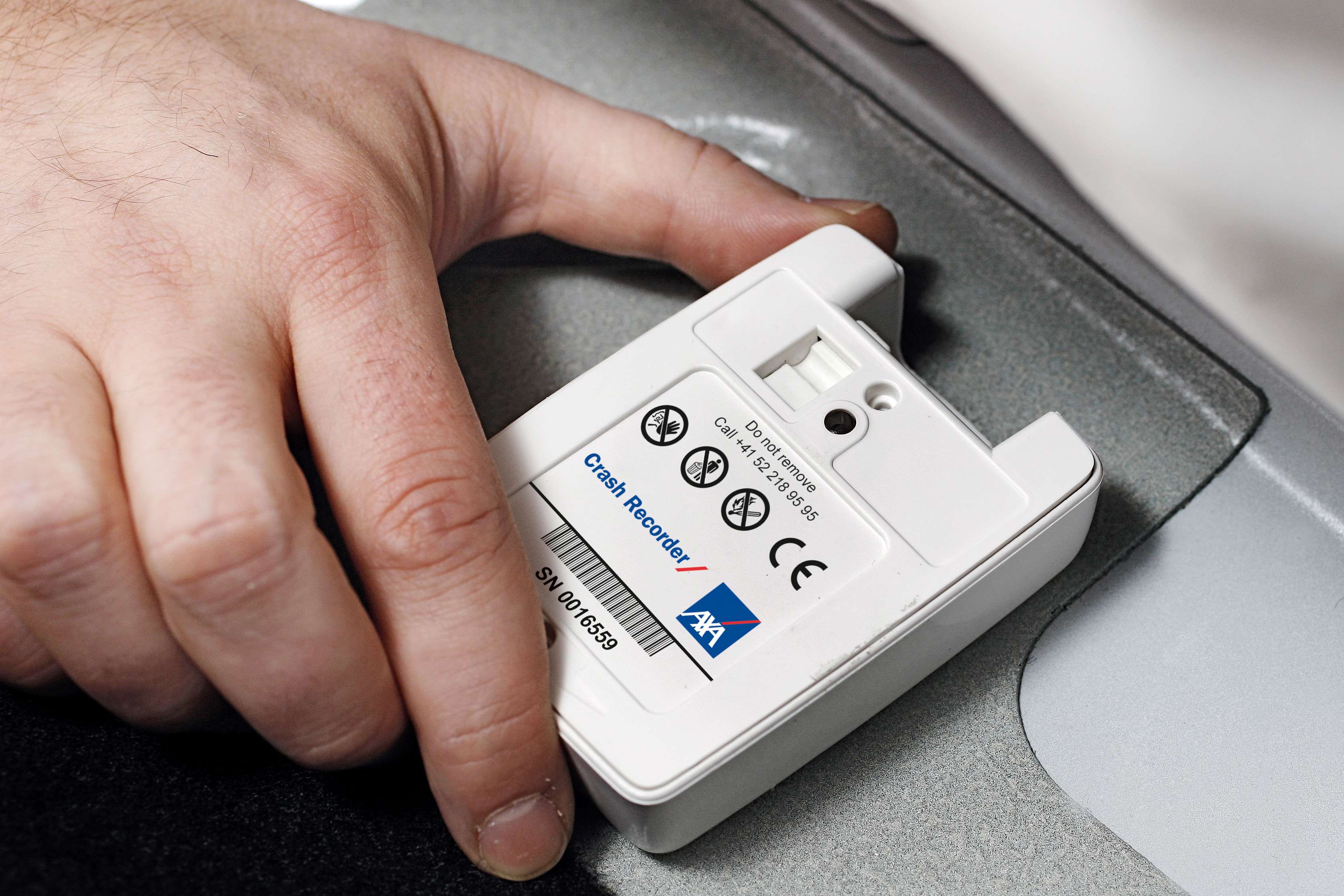
Crash Recorder

La instalación (también más adelante) cuesta unos 700 euros y puede llevar a una deducción de algunas pólizas de seguro. La UDS puede ser leída por un experto a través del cable de interfaz. El registrador de datos de accidentes (generaciones anteriores) tiene un interruptor con el cual el conductor puede eliminar los datos almacenados inmediatamente después de un accidente para no cargarse con la cuestión posterior de la culpa. Sin embargo, esta característica puede estar deshabilitada, por ejemplo para usar en vehículos de la compañía.

## Tecnología
UDS trabaja para medir las aceleraciones, dependiendo del equipo en dos o tres direcciones espaciales, con sensores micromecánicos. A menudo, se utilizan varios sistemas de sensores con diferentes resoluciones para poder registrar los procesos dinámicos de conducción por un lado y la dinámica de colisión por el otro. Los sistemas de mayor valor también ofrecen la posibilidad de medir los movimientos de rotación, así como la velocidad del vehículo. Este último puede, por. B. ser calculado a partir de la señal del sensor de velocidad de la rueda del vehículo. La grabación de cualquier señal que esté disponible en el propio bus CAN del vehículo, es posible con dispositivos de mayor valor, así como la detección de una señal GPS para determinar la posición y la velocidad. Dependiendo del fabricante, aproximadamente 20 a 30 s se registran antes y 10 a 15 s después de un evento.

Se conocen hoy (a partir de 2018) en los países de habla alemana esencialmente dos adecuados para la adaptación de almacenamiento de datos de accidentes. La compañía Blacktrack ofrece una solución de bajo costo, que es utilizada principalmente por la industria de seguros (por ejemplo, AXA Winterthur en Suiza). Por el contrario, el UDS-AT desarrollado por el consorcio Peter Systemtechnik GmbH y Kast GmbH ofrece amplias posibilidades de registro e integración en un vehículo.
De acuerdo con las instrucciones de operación, la motocicleta Kawasaki Z 800 está equipada con un registrador de datos de accidentes integrada. Registra la velocidad del vehículo, la velocidad del cigüeñal y la apertura del acelerador en un corto período de tiempo (10 s).  Incluso si el fabricante describe la función como memoria de datos de accidentes, es más bien un registrador de datos de eventos. En el original en inglés del manual del propietario, se le llama exactamente eso, por lo que una traducción defectuosa puede causar confusión.
Los dispositivos de registro de ruta residual de la compañía Mobatime AG son dispositivos externos que dependen de las señales existentes a bordo (distancia, velocidad, estados operativos de las entradas de estado) y los almacenan en un búfer de anillo durante al menos los últimos 12 km. A diferencia de un registrador de datos de accidentes, no tienen sus propios sensores de medición.

## Evaluación

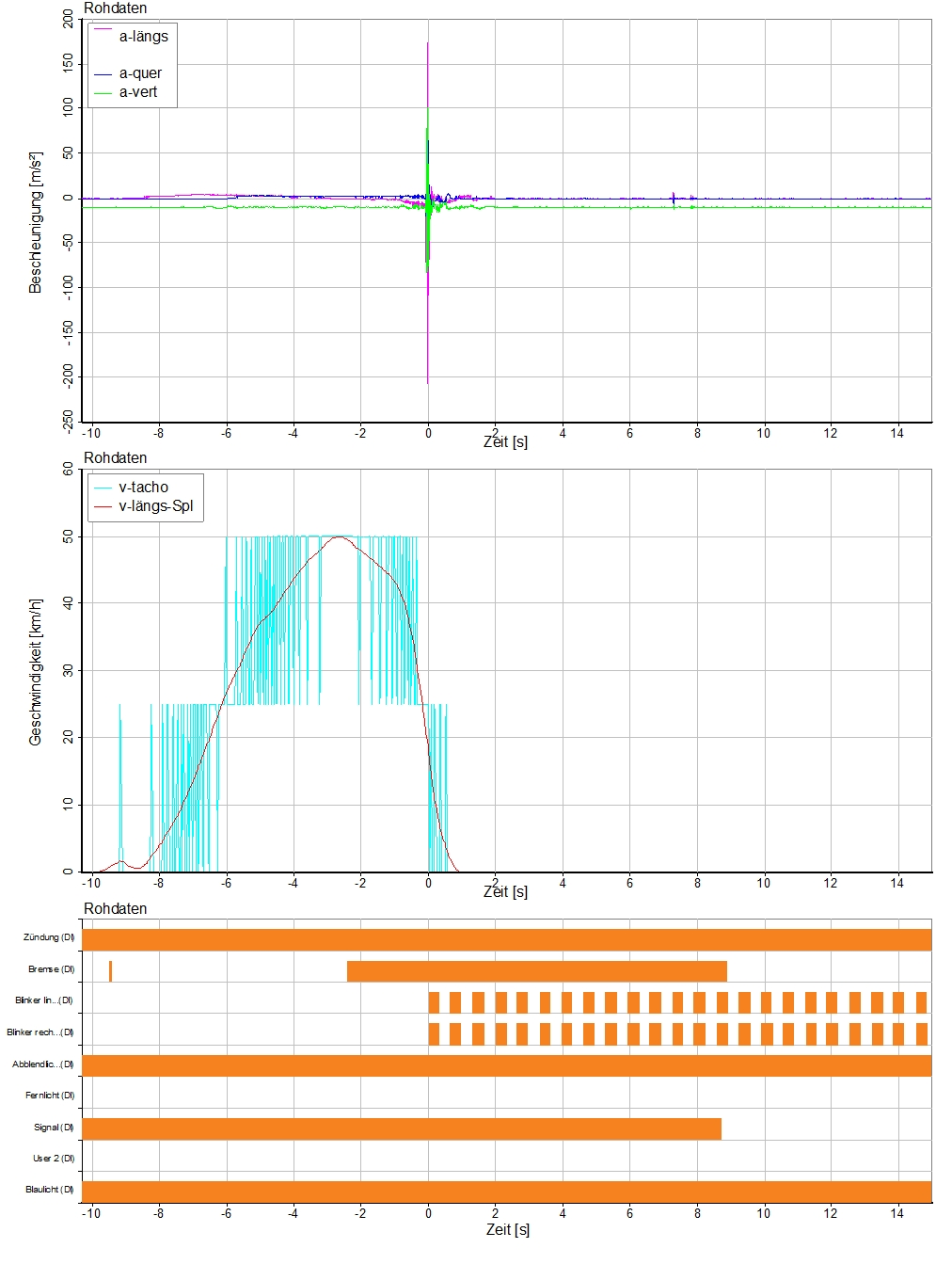
Datos de medición de un accidente real de un registrador de datos de accidentes.

La lectura de los datos de un registrador de datos de accidentes requiere un software especial.
La evaluación e interpretación de los datos de medición de un accidente de tráfico requiere un conocimiento especial en las áreas de dinámica de vehículos, reconstrucción de accidentes, metrología y, por último, pero no menos importante, la tecnología de almacenamiento de datos de accidentes en sí. Para UDS hay un área de pedido separada en Alemania.
La imagen de la derecha muestra las curvas de datos (sin procesar) de un accidente real registrado con un UDS. Las aceleraciones medidas, la velocidad y varios canales de estado se trazan a lo largo del tiempo. Se puede ver, por ejemplo, que las señales especiales del vehículo se encendieron antes de la colisión y que el conductor todavía estaba aplicando el freno.

## Historia
El conocido registrador de datos de accidentes fue inventado por la empresa Mannesmann Kienzle GmbH. y, en 1992, estaba pendiente de Patente. El desarrollo comenzó en Alemania a principios de la década de 1980 por las dos compañías MBB y Kienzle, que perseguían diferentes conceptos. En general, se tomó como modelo la caja negra, que había sido desarrollada a principios de los años cincuenta en Australia por David Warren. Ya en 1973, General Motors presentó una patente para un "probador de impactos de vehículos". Mannesmann Kienzle entregó los primeros registradores de datos de accidentes a principios de 1993.

## Automovilismo
En los deportes de motor, los registradores de datos de accidentes (en inglés Accident data recorder (ADR)) deben usarse en varias series según lo especificado por la FIA. A partir de la temporada 2015, el uso de un ADR en el campeonato de Fórmula 4 fue obligatorio. En las series superiores el uso ha sido obligatorio durante algún tiempo. Además de los datos de los sensores de aceleración montados en el vehículo, las cargas que actúan sobre el conductor también se miden con un sensor de aceleración en la oreja.
Debido a las velocidades más altas en los deportes de fórmula en comparación con el tráfico rodado, los sensores tienen un rango de medición de ± 150 g con una resolución de 0.1 g. 2 s se graban antes de un evento. Con una duración de evento de 30 s, se pueden almacenar 10 eventos.

## Demarcación
Tanto en una caja negra como en una UDS, los datos grabados constantemente se ejecutan en un buffer circular. Sin embargo, la caja negra usualmente registra por períodos más largos de 17 a 25 horas. En contraste, el UDS solo guarda unos pocos segundos antes y después de que el evento se active (por ejemplo, colisión) de forma permanente.
Un llamado registrador de datos de eventos (EDR) no es un registrador de datos de accidentes en el sentido de un dispositivo autónomo, más o menos independiente del vehículo, ya que un EDR suele ser un módulo electrónico adicional en un dispositivo de control existente (por ejemplo, del Airbag) en un coche. Los EDR dependen exclusivamente de las señales a bordo, mientras que los UDS tienen sus propios sensores de inercia. Los vehículos con sistemas de bolsas de aire almacenan datos relevantes para accidentes (aceleraciones de impacto, condiciones de la hebilla del cinturón, posiciones del asiento, tiempos de disparo) en la memoria interna de la electrónica de disparo. Sin embargo, el tamaño de los datos varía según el fabricante y solo se extiende por unos pocos segundos o fracciones. Las regulaciones de la NHTSA exigen conjuntos de datos uniformes para todos los sistemas fabricados a partir de 2010.